# جاك غيفنز
جاك غيفنز (بالإنجليزية: Jack Givens)‏ مواليد 21 سبتمبر 1956 في ليكسينغتون، هو لاعب كرة سلة أمريكي معتزل. بدأ مسيرته الاحترافية في سنة 1978. تم اختياره من قبل فريق أتلانتا هوكس خلال الدرافت. يبلغ طوله 6 قدم 5 بوصة (2.0 م). اعتزل اللعب في 1980. أحرز خلال مسيرته في الإن بي إيه 1040 نقطة بمعدل 6.7 نقاط في المباراة الواحدة.

## روابط خارجية
- جاك غيفنز على موقع إن بي أي (الإنجليزية)
- جاك غيفنز على موقع سبورتس رفرنس (الإنجليزية)
- جاك غيفنز على موقع كلية كرة السلة في سبورتس رفرنس.كوم (الإنجليزية)
- جاك غيفنز على موقع ريلجم (الإنجليزية)
- جاك غيفنز على موقع بروبوليرز (الإنجليزية)